# Inno Setup
Inno Setupは、Jordan Russellによって開発された自由ソフトウェアのスクリプト駆動型のWindows用インストールシステム。最初のバージョンは1997年にリリースされた。

## 概要
Inno Setupは、Delphi2に付属していたInstallShieldが気に入らなかったJordan Russellが作成したインストーラーである。
Inno Setupは無料で商用利用もできるため、多くのソフトウェア会社がInno Setupに切り替えた。
Inno Setup自体はスクリプトを使用してインストーラーを作成するツールであるが、「ISTool」と「ScriptMaker」というInno Setupの機能を視覚的に使用できるようにしたものが有志によって作成されている。
ソースコードが公開されているため、多くのサードパーティー製の改変バージョンが存在する。中でも「My Inno Setup Extensions」は2003年6月のアップデートで本家Inno Setupに組み込まれることとなった。

## 特徴(一部)[6]
- シングルバイナリかつマルチプラットフォーム(x64、ARM64、IA-32、IA-64)のサポート。
- オンライン配布向きの単一の.exeファイルの作成。(MSI形式を除く)
- カスタマイズ可能なセットアップの種類。"full"、"minimal"...など。
- アンインストーラーの作成。
- Windows Vista以降のOSのサポート。(以前のバージョンはWindows 2000、Windows XP、Windows Server 2003, Windows 9x。Windows NT 4.0 (5.5.0より前)、Windows NT 3.51 (v3.0.0より前)、Windows 3.X (v1.3.0より前)のサポートもしていた)
- DEFLATE、bzip2、LZMAの圧縮形式のサポート。
- スタートメニューやデスクトップ上のショートカットの作成サポート。
- レジストリ、INIファイルエントリの作成。
- Pascalに基づいたスクリプトでの記述。
- 多言語のインストーラーの作成。
- パスワード付き、および暗号化されたインストールのサポート。
- Unicode、及び右横書き言語のサポート。